# Weltmeisterschaften im Bogenschießen 2023
Die Weltmeisterschaften im Bogenschießen 2023 fanden vom 31. Juli 2023 bis zum 6. August 2023 in Berlin statt. Die Wettkämpfe wurden am Olympiagelände Berlin auf dem Maifeld und dem Olympischen Platz ausgetragen. Die Veranstaltung diente auch als Qualifikation für die Olympischen Sommerspiele 2024 in Paris. Nach 1979 (Berlin) und 2007 (Leipzig) fanden zum dritten Mal Weltmeisterschaften im Bogenschießen in Deutschland statt.
Die Wettkämpfe wurden sowohl mit dem olympischen Recurvebogen als auch dem Compoundbogen ausgetragen. Veranstalter war die World Archery Federation.
Insgesamt nahmen 512 Athleten aus 75 Nationen teil.

## Ergebnisse

### Recurve
| Event             | Gold                                                          | Silber                                                 | Bronze                                               |
| ----------------- | ------------------------------------------------------------- | ------------------------------------------------------ | ---------------------------------------------------- |
| Frauen Einzel     | Tschechien Marie Horáčková                                    | Mexiko Alejandra Valencia                              | Japan Noda Satsuki                                   |
| Männer Einzel     | Türkei Mete Gazoz                                             | Kanada Eric Peters                                     | Brasilien Marcus D’Almeida                           |
| Frauen Mannschaft | Deutschland Michelle Kroppen Katharina Bauer Charline Schwarz | Frankreich Lisa Barbelin Caroline Lopez Audrey Adiceom | Mexiko Alejandra Valencia Ángela Ruiz Aída Román     |
| Männer Mannschaft | Südkorea Kim Je-deok Kim Woo-jin Lee Woo-seok                 | Türkei Mete Gazoz Ulaş Berkim Tümer Abdullah Yıldırmış | Japan Takaharu Furukawa Junya Nakanishi Fumiya Saito |
| Mixed Mannschaft  | Südkorea Lim Si-hyeon Kim Woo-jin                             | Deutschland Michelle Kroppen Florian Unruh             | Italien Tatiana Andreoli Mauro Nespoli               |

### Compound
| Event             | Gold                                                            | Silber                                                        | Bronze                                                |
| ----------------- | --------------------------------------------------------------- | ------------------------------------------------------------- | ----------------------------------------------------- |
| Frauen Einzel     | Indien Aditi Gopichand Swami                                    | Mexiko Andrea Becerra                                         | Indien Jyothi Surekha Vennam                          |
| Männer Einzel     | Indien Ojas Pravin Deotale                                      | Polen Łukasz Przybylski                                       | Niederlande Mike Schloesser                           |
| Frauen Mannschaft | Indien Jyothi Surekha Vennam Aditi Gopichand Swami Parneet Kaur | Mexiko Dafne Quintero Ana Sofía Hernández Jeon Andrea Becerra | Südkorea So Chae-won Oh Yoo-hyun Song Yun-soo         |
| Männer Mannschaft | Polen Przemysław Konecki Łukasz Przybylski Rafał Dobrowolski    | Dänemark Mathias Fullerton Tore Bjarnarson Martin Damsbo      | Niederlande Mike Schloesser Jay Tjin-A-Djie Sil Pater |
| Mixed Mannschaft  | Vereinigte Staaten Alexis Ruiz Sawyer Sullivan                  | Kolumbien Sara López Sebastian Arenas                         | Luxemburg Mariya Shkolna Gilles Seywert               |

## Medaillenspiegel
| Platz | Land               | Gold | Silber | Bronze | Gesamt |
| ----- | ------------------ | ---- | ------ | ------ | ------ |
| 1     | Indien             | 3    | —      | 1      | 4      |
| 2     | Südkorea           | 2    | —      | 1      | 3      |
| 3     | Deutschland        | 1    | 1      | —      | 2      |
| 3     | Polen              | 1    | 1      | —      | 2      |
| 3     | Türkei             | 1    | 1      | —      | 2      |
| 6     | Tschechien         | 1    | —      | —      | 1      |
| 6     | Vereinigte Staaten | 1    | —      | —      | 1      |
| 8     | Mexiko             | —    | 3      | 1      | 4      |
| 9     | Dänemark           | —    | 1      | —      | 1      |
| 9     | Frankreich         | —    | 1      | —      | 1      |
| 9     | Kanada             | —    | 1      | —      | 1      |
| 9     | Kolumbien          | —    | 1      | —      | 1      |
| 13    | Japan              | —    | —      | 2      | 2      |
| 13    | Niederlande        | —    | —      | 2      | 2      |
| 15    | Brasilien          | —    | —      | 1      | 1      |
| 15    | Italien            | —    | —      | 1      | 1      |
| 15    | Luxemburg          | —    | —      | 1      | 1      |
| Total | Total              | 10   | 10     | 10     | 30     |